# Stazione di Mussotto
Stazione di Mussotto vasútállomás Olaszországban, Alba településen.

## Vasútvonalak
Az állomást az alábbi vasútvonalak érintik:
- Alessandria–Cavallermaggiore-vasútvonal

## Kapcsolódó állomások
A vasútállomáshoz az alábbi állomások vannak a legközelebb:
- Stazione di Monticello d'Alba (Stazione di Ciriè, Line SFM4)
- Stazione di Alba (Stazione di Alba, Line SFM4)